# Markea epifita
Markea epifita är en potatisväxtart som beskrevs av Sandra Diane Knapp. Markea epifita ingår i släktet Markea och familjen potatisväxter. Inga underarter finns listade i Catalogue of Life.